# Tribunal de Justicia del estado de São Paulo
El Tribunal de Justicia del estado de São Paulo (TJSP) es un tribunal de justicia brasileño del poder judicial del estado de São Paulo con sede en la ciudad de São Paulo y jurisdicción en todo el territorio del estado.
Está conformado por 56 circunscripciones judiciales (CJ) en el interior del estado y tiene 360 desembargadores, siendo considerado el mayor tribunal del mundo.  Si se tomaran en consideración, además de los desembargadores, los jueces sustitutos en segundo grado o los jueces convocatos, la cantidad de magistrados llegaría a 729. En enero del 2009, la cantidad de procesos en curso en la justicia estadual paulista llegaban a 18.21 millones.
El presidente elegido para el bienio 2022/2023 es el desembargador Ricardo Mair Anafe.